# 克拉克鎮區 (內布拉斯加州迪克森縣)
克拉克鎮區（英語：Clark Township）是位於美國內布拉斯加州迪克森縣的一個行政鎮區。

## 地方資料
克拉克鎮區的面積為93.52平方千米，當中陸地面積為93.47平方千米，而水域面積為0.04平方千米。根據2020年美國人口普查的數據，當地共有人口122人，而人口密度為每平方千米1.3人。